# 国民体育大会カヌー競技
国民スポーツ大会カヌー競技（こくみんたいいくたいかいカヌーきょうぎ）は、国民スポーツ大会で行われる競技種目の一つである。

## 競技内容

### 種目
少年にはK-1、K-2（男女）とC-1、C-2（男子）と隔年で行われるK-4がある。
男子が偶数年で女子が奇数年。
成年にはK-1、WK-1、C-1の3種目がある。
成年、少年ともに500m、200mの距離がある。
2009年の新潟ときめき国体の際は会場の関係から500m種目ではなく450mで行われた

### 入賞条件
全ての競技で8位まで入賞。